# 仁華廬

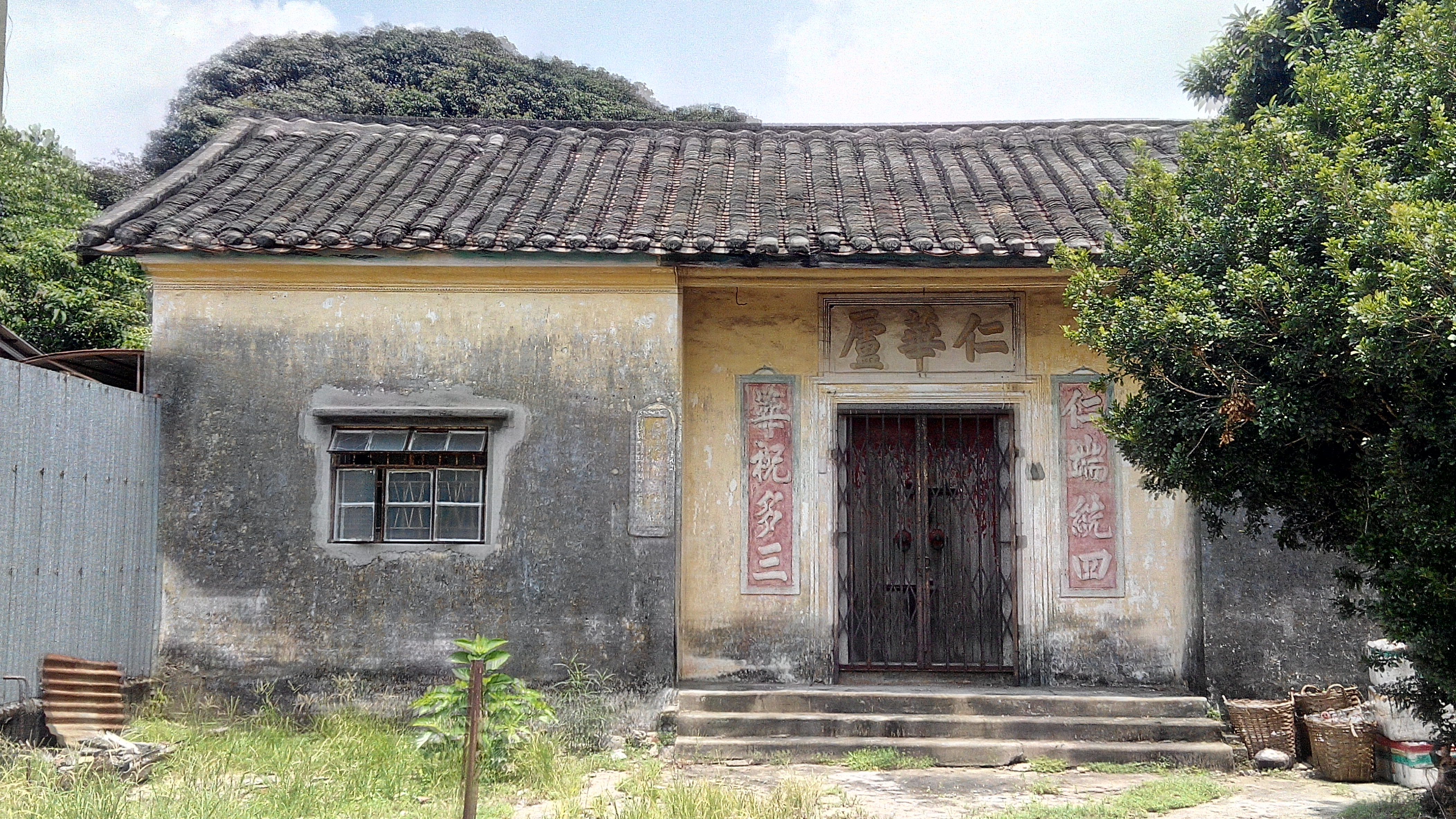
仁華廬

仁華廬（英語：Yan Wah Lo）是位於香港新界北區上水古洞的三級歷史建築。仁華廬為兩進式四合院格局建築，由祖籍梅縣、經商致富、經常往返印尼及香港的印尼華僑楊雁友於1933年所建。仁華廬後來成為鄉村學校愛華學校（後為古洞公立愛華學校）在20世紀中葉的校舍所在。仁華廬現為楊氏後人的住所。

## 建築
仁華廬為兩進式四合院格局建築，設傳統中式金字屋頂。仁華廬大門左右兩側刻有對聯「仁端統四，華祝多三」。上聯是孟子所說的「仁義禮智」四端；下聯的「三多」分別是多福、多壽、多子孫。門前的門環寫有「加官」和「晉祿」，暗示主人應有功名在身。

## 歷史

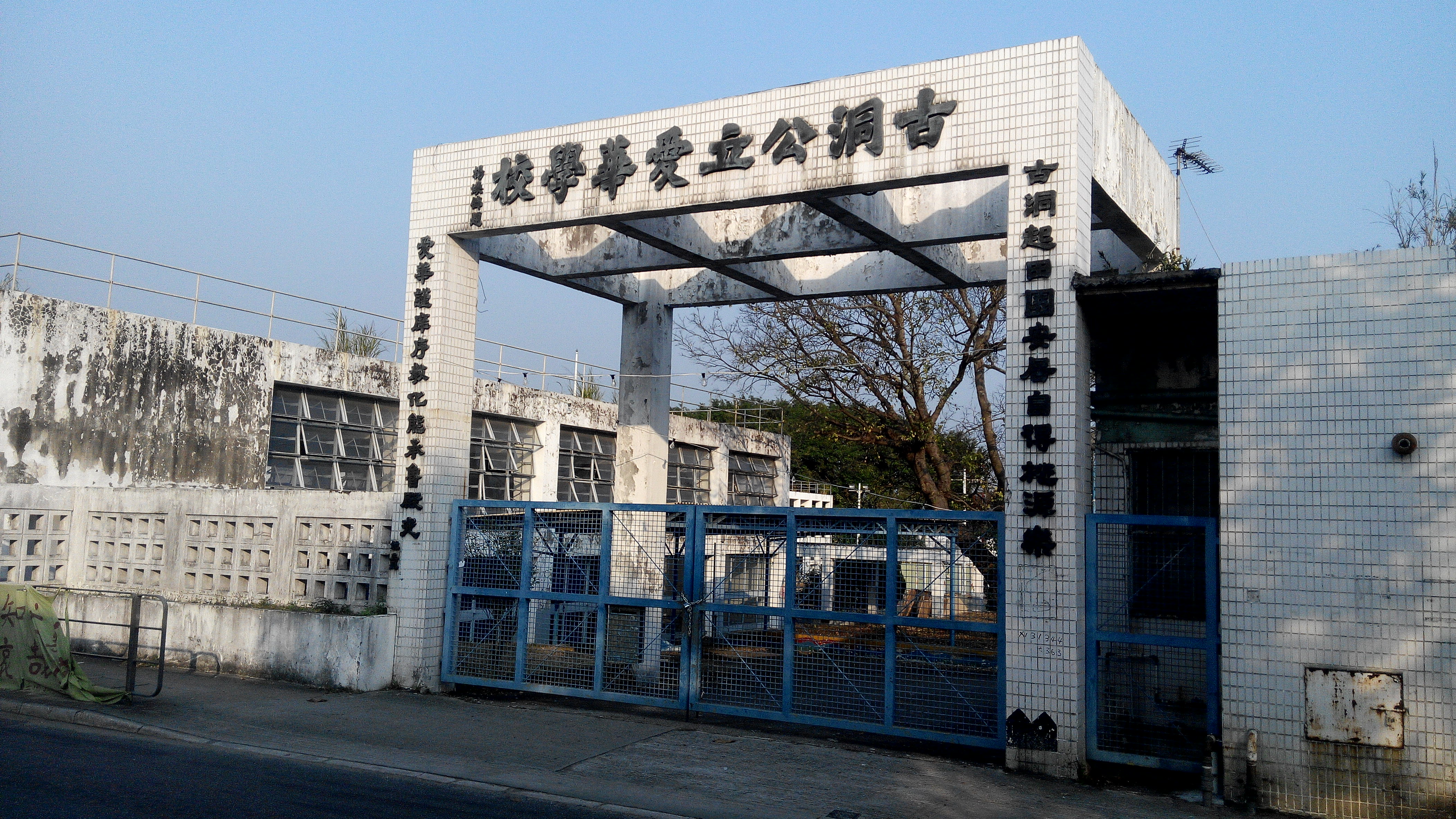
已被殺校的古洞公立愛華學校

仁華廬為祖籍梅縣、經商致富、經常往返印尼及香港的印尼華僑楊雁友於1933年所建之書塾。楊氏本欲回梅縣建屋，豈料未能購地，遂至古洞建仁華廬。
楊雁友當時「目睹本村適齡學童就學無門，逸居無教」，故他在建仁華廬初期已打算將仁華廬用作教學用途。其後，他把仁華廬的大廳闢為教室。1938年，仁華廬正式收生。仁華廬採取半私塾形式，跟傳統私塾不相同。而附近的貧困學生因仁華廬的學費便宜終得以接受教育。
約於1945年，仁華廬成為私塾「愛華學校」的校舍，為古洞村村民提供免費教育。其後，因附近的信義學校停校，加上學生人數漸增，仁華廬的運作開始變得艱難。楊氏家族遂與政府商討，1960年，政府終於撥地建成新校舍，選址位於今河上鄉道、毗鄰今粉嶺公路的歐意花園旁。學校的名字本為「古洞公立學校」，但村民為紀念仁華廬當年辦學的歷史便加上「愛華」二字，成為「古洞公立愛華學校」。1985年，由於政府建設新界環迴公路的範圍涵蓋了古洞公立愛華學校的校舍，遂賠償另一塊位於古洞村內的土地，於是古洞公立愛華學校的校舍又遷回古洞村內。2006年，古洞公立愛華學校因收生不足而被殺校。
仁華廬現為楊氏後人的住所，楊雁友之孫、曾在仁華廬學習約一年的楊清鏡與其妻現居於仁華廬的西廂。